# Кара небесна
Кара небесна — комедійний фільм 1991 року.

## Сюжет
Одного разу вранці відомий рекламний агент Стів Брукс, прокинувшись і вирушивши до ванної, виявив у дзеркалі відображення. жіночого обличчя і тіла. Потім з'ясувалося, що напередодні увечері з Бруксом розправилися три його жінки що ненавиділи його, але, згідно з карою небесною, герой повернувся на Землю в жіночому вигляді, щоб випробувати себе в шкірі і в плоті тих, кого він все життя зневажав. Відтепер Стів змушений бути сексапільною блондинкою Амандою, нібито зведеною сестрою самого себе, і вирушити в чоловічий світ — немов у Пекло, а до того ж повинен домогтися прихильності якої-небудь з жінок.